# Síndrome de Shwachman-Diamond
El síndrome de Shwachman-Diamond es una enfermedad muy rara de origen genético que se caracteriza por la asociación de diversos trastornos que afectan a varios órganos.  En la sangre existe una disminución de leucocitos polimorfonucleares (neutropenia),  bajo número de hematíes (anemia) y disminución de la cantidad de plaquetas (plaquetopenia), en el páncreas se produce acumulación de grasa que conduce a  insuficiencia pancreática,  en la piel puede aparecer una alteración denominada ictiosis. También existen deformidades óseas, baja estatura y retraso del desarrollo psicomotor.  Alrededor del 25% de los pacientes acaban por desarrollar una deficiencia en la función de la médula ósea que se conoce como aplasia medular. Por otra parte, las personas afectadas tienen una probabilidad alta de presentar leucemia a lo largo de su vida.

## Frecuencia
Es un trastorno poco común con una incidencia  de 1 de cada 75.000 personas. Los pacientes generalmente se presentan en la infancia. En la literatura se informa sobre la esperanza de vida hasta la tercera y cuarta décadas de vida. Hay una mayor incidencia de hombres afectados con una proporción hombre:mujer de 1,7:1.

## Causa
Se ha comprobado que el defecto genético que causa la enfermedad es una mutación en el gen SBDS situado en el cromosoma 7. La transmisión es hereditaria de tipo autosómico recesivo.